# Бібліографія історії України
Бібліографія історії України — бібліографічний покажчик опублікованих документів (книг, газетних і журнальних статей тощо) по історії України.

Засновником ретроспективної бібліографії історії України вважається О.Лазаревський ("Опыт указателя источников для изучения Малороссийского края"). Реєстрація поточної українознавчої літератури проводилась у журналах " Киевская старина" та " Записках Наукового товариства імені Шевченка". Широка україніка вміщувалась у працях П. і Б. Ламбіних, В.Межова, В.Іконникова, в "Обозрении трудов по славяноведению", а також в оглядах польських авторів (Л.Фінкель). У 1920-х рр. центрами Б. і. У. були історична секція УАН, де в ж. " Україна" під керівництвом М.Грушевського друкувалися щорічні огляди українознавчої літератури з матеріалом за 1926–30, Харків. н.-д. кафедра історії української культури Д.Багалія ("Бібліографія історії України 1917–1927 рр." та "Бібліографія історії України 1928 р.") і, до певної міри, Істпарт. Окремі бібліографічні покажчики випускали наукові бібліотеки, зокрема Всенародна бібліотека України, де з'явилися "Матеріяли до краєзнавчої бібліографії України" (1930) Ф.Максименка. Поза межами УСРР бібліографію з історії України провадили І.Калинович, М.Кордуба. З'явилося чимало покажчиків краєзнавчих. У повоєнні роки покажчики з археології видав І.Шовкопляс, з історії Києва – Н.Шеліхова, "Збірки історичних відомостей про населені пункти Української РСР" Ф.Максименко (1964). На еміграції звертають на себе увагу покажчики Р.Вереса, Б.Винара, О.Соколишина (англомовна україніка), Л.Биковського (книгознавство), М.Бойка ("Волиніана"), І.Чайковського (мемуаристика). Огляд дореволюц. укр. бібліографії зробив І.Корнейчик. Багато укр. матеріалу є в заг.-рос. покажчиках, що виходили за редакцією П.Зайончковського, – "Справочники по истории дореволюционной России" та "История дореволюционной России в дневниках и воспоминаниях".